# Henry Hill
Henry Hill Jr., född 11 juni 1943 i New York i delstaten New York i USA, död 12 juni 2012 i Los Angeles i Kalifornien, var en amerikansk gangster som var associerad med brottsfamiljen Lucchese i New York mellan 1955 och 1980, då han greps på grund av narkotikaanklagelser och blev informatör åt FBI. Hill vittnade mot sina tidigare maffiakollegor, vilket resulterade i femtio fällande domar, inklusive de av caporegimen (kaptenen) Paul Vario och kollegan James Burke på flera anklagelser. Hill fick därefter vittnesskydd fram till 1987.
Hills livshistoria dokumenterades i den boken Wiseguy: Life in a Mafia Family av Nicholas Pileggi, som senare filmatiserades av Martin Scorsese som Maffiabröder. I filmen porträtterades Hill av Ray Liotta.
Hill har varit delaktig i bland annat droghandel, mord och flera stora rån. Han har bland annat varit med i rånet mot Air Frances fraktterminal på John F. Kennedy International Airport 1967, samt rånet mot Lufthansas fraktterminal på samma flygplats 1978.